# Келли, Джеймс Макнейл
Джеймс Макне́йл Ке́лли, (англ. James McNeal 'Vegas' Kelly; род. 1964) — астронавт НАСА. Совершил два космических полёта на шаттлах: STS-102 (2001, «Дискавери») и STS-114 (2005, «Дискавери»), полковник ВВС США.

## Личные данные и образование
Джеймс Келли родился 14 мая 1964 года в городе Берлингтон, штат Айова, где в 1982 году окончил среднюю школу. В 1986 году получил степень бакалавра наук в области космической техники в Академии ВВС США, в городе Колорадо-Спрингс, штат Колорадо. В 1996 году получил степень магистра наук в области аэрокосмической техники в Университете Алабамы.
Женат на Дауни Рене Тиммерман, она из Берлингтона, штат Айова, у них четверо детей. Он любит семейные мероприятия, велосипед, софтбол, чтение, музыку. Радиолюбитель с позывным KC5ZSW. Его родители, Уильям и Мэри Энн Келли, проживают в городе Берлингтон.

## До НАСА
В мае 1986 года Келли окончил Академию ВВС США и поступил в Школу пилотов ВВС в октябре 1987 года. После окончания школы стал проходить стажировку на самолётах F-15 на авиабазе «Лук», Финикс, штат Аризона. После её завершения, он был переведён на авиабазу «Кадена», Окинава, Япония. Во время своей поездки в Японию, стал лётчиком-инструктором. В апреле 1992 года был переведён на авиабазу в Кейп-Код, штат Массачусетс, где стал инструктором и командиром на F-15. В июне 1994 года окончил Школу лётчиков-испытателей на авиабазе «Эдвардс», в Калифорнии. После окончания института был направлен на авиабазу «Неллис», Лас-Вегас, штат Невада, где и узнал о приглашении в НАСА. Имеет налёт более 3 800 часов на более чем 35 различных типах самолётов.

## Подготовка к космическим полётам
1 мая 1996 года был зачислен в отряд НАСА в составе шестнадцатого набора, кандидатом в астронавты. Стал проходить обучение по курсу Общекосмической подготовки (ОКП). По окончании курса, в 1998 году получил квалификацию «пилота корабля» и назначение в Офис астронавтов НАСА. Входил в группу, отвечающую за подготовку шаттлов к старту.

## Полёты в космос
- Первый полёт — STS-102 [4], шаттле «Дискавери». C 8 по 21 марта 2002 года в качестве «пилота корабля». Основными задачами являлась доставка на Международную космическую станцию (МКС) экипажа МКС-2 (смена для МКС-1) и первого многоцелевого модуля снабжения (MPLM) — «Леонардо»[5]. Продолжительность полёта составила 12 суток 19 часов 50 минут [6].

- Второй полёт — STS-114 [7], шаттл «Дискавери». C 26 июля по 9 августа 2005 года, в качестве «пилота корабля». Цель экспедиции обозначена как «Возвращение к полётам». Это первый полёт шаттла после катастрофы «Колумбии» в 2003 году. Задачи экспедиции: проверка новых систем безопасности шаттла, доставка продовольствия и воды для экипажа МКС, проверка возможности ремонта повреждения тепловой защиты крыльев шаттлов, замена вышедшего из строя гиродина и установка внешней складской платформы ESP-2 на шлюзовую камеру «Квест». «Дискавери» доставил на МКС около 8 240 кг грузов в многоцелевом грузовом модуле «Раффаэлло» и вернул с МКС на Землю около 8 956 кг отработанных материалов. По результатам обследования «Дискавери» на орбите выявлено около 25 повреждений («сколов») термозащиты корабля. По заявлению НАСА, нормой является 145—150 сколов за один старт. Продолжительность полёта составила 13 суток 21 час 32 минуты [8].

Общая продолжительность полётов в космос — 26 дней 17 часов 21 минута.

## После полётов
В январе 2009 года был переведен в категорию астронавтов-менеджеров и назначен Оператором связи с экипажами.

## Награды и премии
Награждён: Медаль «За космический полёт» (2001 и 2005), Медаль похвальной службы (США) и многие другие.